# Alfred de Moges
Alfred, marquis de Moges (Paris, 4 octobre 1830 - Menton, 15 janvier 1861), est un diplomate français du XIXe siècle. 

## Biographie
Il est le fils d'Alphonse de Moges, marquis de Moges, gouverneur de la Martinique, et de Blanche des Acres de L'Aigle ; le petit-fils de Augustin-Louis-Victor des Acres de l'Aigle, conseiller-général et député de l'Oise.
En 1858, il accompagne Charles de Chassiron et Jean-Baptiste Louis Gros pour signer le Traité d'amitié et de commerce entre la France et le Japon à Edo le 9 octobre 1858,.
Célibataire, il meurt sans laisser de descendance.

## Œuvre
- Souvenirs d'une ambassade en Chine et au Japon en 1857 et 1858, Paris, Librairie de L. Hachette et cie, 1860, 372 p. (lire en ligne)

## Source
- (en) Meron Medzini, French Policy in Japan during the Closing Years of the Tokugawa Regime, Harvard University Press, 1971, 257 p. (ISBN 978-0-674-32230-1)